# El astro
El astro (título en portugués: O astro) es una telenovela brasileña producida por la Rede Globo. Basada en la telenovela homónima de Janete Clair de 1977.
Fue la primera "telenovela de las 23h" en ser exhibida por la emisora. Su primer capítulo fue exhibido el 12 de julio de 2011, finalizando el 28 de octubre de 2011, con 64 capítulos. Ganó el Premio Emmy en 2012 a la mejor telenovela.
Fue protagonizada por Rodrigo Lombardi, Carolina Ferraz, Alinne Moraes y Thiago Fragoso junto a Regina Duarte, Daniel Filho, Ellen Rocche, Rosamaria Murtinho, Marco Ricca, Henri Castelli, Humberto Martins y Juliana Paes en el roles antagónicos.

## Trama
Herculano y su amigo Neco dan un golpe en la parroquia de Bom Jesus do Rio Claro y son descubiertos. Neco escapa con el dinero y Herculano, traicionado, y amenazado de linchamiento por el pueblo se acaba entregando a las autoridades, para escapar de la furia del pueblo. En la cárcel, Herculano conoce a Ferragus, condenado a diez años por malversación, y descubre supuestos poderes, entre ellos la videncia. En 2010, Herculano sale de la cárcel de Bom Jesus do Rio Claro y va a Río de Janeiro comenzando a trabajar como ilusionista y vidente en el club nocturno Kosmos, donde más tarde encuentra a Neco, su peor enemigo por el que fue traicionado.
Del otro lado de la historia está el clan de los Hayalla. El poderoso empresario Salomón Hayalla tiene como socios en sus negocios a sus hermanos Samir, Youssef y Amin. Casado con la nefasta Clô, Salomón desea que su hijo, Márcio, asuma su lugar en los negocios de la familia. Sólo que su hijo se niega a asumir los negocios de la familia, dueños de una importante red de supermercados.
Abandonando la casa del padre (después de ser internado a la fuerza), Márcio conoce a Herculano e, influenciado por el, resuelve asumir su condición de heredero del imperio Hayalla. Y Márcio lleva a su amigo para asumir como director de las empresas. Además a eso, Herculano vive un amor: Amanda, hija de Mello Assunção y dueña de la pasión de Samir. Samir pasa a odiar a Herculano e intenta poner a todo el mundo en contra de él.
Márcio, a su vez conoce y se enamora de la joven Lili, cuñada de Neco, una moza simple y luchadora que sufre con el cuñado. Los desencuentros entre Márcio y Lili son fortalecidos por Clô, que no acepta a Lili, principalmente porque Lili tuvo un romance con su marido Salomón, y ve a la joven Jôse, hermana de Amanda, completamente enamorada de Márcio, la mujer ideal para su hijo.
Mas el misterioso asesinato de Salomón Hayalla desencadena una serie de conflictos en la vida de los personajes. A medida que avanzan las investigaciones acerca del crimen, Samir (accionista) y Herculano (ejecutivo, que más tarde se casa con Amanda), ambos trabajando en las empresas Hayalla, inician una batalla para quedarse con el mando de los negocios. En esta batalla, ocurren mutuas acusaciones de estafa.

## Elenco
| Actor 2011           | Personaje                               | Actor 1977 en la versión original |
| -------------------- | --------------------------------------- | --------------------------------- |
| Rodrigo Lombardi     | Herculano Quintanilha (Professor Astro) | Francisco Cuoco                   |
| Carolina Ferraz      | Amanda Mello Assunção Quintaniha        | Dina Sfat                         |
| Alinne Moraes        | Lilian "Lili" Paranhos Hayalla          | Elizabeth Savalla                 |
| Thiago Fragoso       | Márcio Hayalla                          | Tony Ramos                        |
| Marco Ricca          | Samir Hayalla                           | Rubens de Falco                   |
| Henri Castelli       | Felipe Cerqueira                        | Edwin Luisi                       |
| Fernanda Rodrigues   | Josephine "Jose" Mello Assunção         | Sílvia Salgado como Joselina      |
| Tato Gabus Mendes    | Amin Hayalla                            | Macedo Neto                       |
| Guilhermina Guinle   | Beatriz Schneider                       | Heloísa Helena                    |
| Carolina Kasting     | Jamile Hayalla                          | Leda Borba                        |
| Vera Zimmerman       | Nádia Cury Hayalla                      | Marilena Cury                     |
| Mila Moreira         | Miriam Paranhos Lambert Mello Assunção  | Telma Elita                       |
| José Rubens Chachá   | Youssef Hayalla                         | Isaac Bardavid                    |
| Bel Kutner           | Sílvia                                  | Mira Palheta                      |
| Celso Frateschi      | Nelson Cerqueira                        | Ênio Santos como Pirilo           |
| Selma Egrei          | Consolação Paranhos                     | Eloísa Mafalda                    |
| Pascoal da Conceição | Inácio                                  | Zé Preá                           |
| João Baldasserini    | Henri Sorei                             | José Luiz Rodi                    |
| Frank Menezes        | Cleiton                                 | Inexistente                       |
| Ellen Rocche         | Valéria dos Santos                      | Maria Helena Velasco              |
| Bernardo Marinho     | Alan Quintanilha                        | Stepan Nercessian                 |
| Simone Soares        | Laura Paranhos                          | Ângela Leal                       |
| Luca de Castro       | Joaquim                                 | César Augusto                     |
| Maria Pompeu         | Dalva                                   | Inexistente                       |
| Marcela Muniz        | Doralice                                | Cleyde Blota                      |
| Rodrigo Mendonça     | Ubiraci                                 | Inexistente                       |
| Izak Dahora          | Dimas dos Santos                        | Inexistente                       |
| Lara Rodrigues       | Lurdes "Lurdinha" Gusmão                | Rejane Schumann como Rita         |
| Natália Souto        | Das Dores (Maria das Dores Ferreira)    | Inexistente                       |
| Jefferson Goulart    | Aminzinho (Amin Hayalla Filho)          | Inexistente                       |
| Hannah Romanazzi     | Luísa Belucci                           | Inexistente                       |
| Luiz Magnelli        | Galego                                  | Inexistente                       |
| Tuna Dwek            | Nilza                                   | Cecília Loyola                    |
| Carolina Chalitta    | Tânia                                   | Inexistente                       |
| Mariana Bassoul      | Carmem                                  | Inexistente                       |
| Rafael Losso         | Olavo                                   | Inexistente                       |
| Úrsula Corona        | Elizabeth                               | Inexistente                       |
| Rafael Primot        | Artur                                   | Inexistente                       |
| Pablo Sanábio        | Pablo Banderas                          | Inexistente                       |
| Antônio Calloni      | Natalino "Natal" Pimentel               | Carlos Eduardo Dolabella          |
| Daniel Dantas        | Inspetor Eustáquio Novaes               | Newton Martins                    |
| Jonas Mello          | Dr. Alberico                            | Inexistente                       |
| Francisco Cuoco      | Ferragus                                | Inexistente                       |
| Rosamaria Murtinho   | Magda Sampaio Magalhães                 | Ida Gomes                         |
| Reginaldo Faria      | Adolfo Mello Assunção                   | Hélio Ary como Agenor             |
| Sérgio Mamberti      | Padre Laurindo                          | Nestor de Montemar                |
| Daniel Filho         | Salomão Hayalla                         | Dionísio Azevedo                  |
| Regina Duarte        | Clotilde "Clô" Hayalla                  | Tereza Rachel                     |
| Humberto Martins     | Ernesto "Neco" Ramírez de Oliveira      | Flávio Migliaccio                 |
| Juliana Paes         | Nina Moratti                            | Inexistente                       |

## Emisión
| País                                          | Título alternativo | Cadena(s)                | Primera emisión         | Última emisión           | Horario semanal    | Hora  |
| --------------------------------------------- | ------------------ | ------------------------ | ----------------------- | ------------------------ | ------------------ | ----- |
| Bandera de Brasil                             | O Astro            | Rede Globo               | 12 de julio de 2011     | 28 de octubre de 2011    | Martes a viernes   | 23:15 |
| Bandera de Portugal                           | O Astro            | SIC                      | 2 de julio de 2012      | 21 de septiembre de 2012 | Lunes a viernes    | 22:45 |
| Bandera de Uruguay                            | El Astro           | Teledoce                 | 23 de julio de 2012     | 28 de septiembre de 2012 | Lunes a viernes    | 19:00 |
| Bandera de Ecuador                            | El Astro           | Ecuavisa                 | 23 de julio de 2012     | 28 de septiembre de 2012 | Lunes a viernes    | 20:45 |
| Bandera de Corea del Sur                      | 일루젼             | TeleNovela               | 30 de octubre de 2012   | 17 de abril de 2013      | Martes y miércoles | 00:00 |
| Bandera de Costa Rica                         | El Astro           | Teletica                 | 1° de abril de 2013     | 7 de junio de 2013       | Lunes a viernes    | 05:00 |
| Bandera de Nicaragua                          | El Astro           | Televicentro             | 22 de julio de 2013     | 27 de septiembre de 2013 | Lunes a viernes    | 20:00 |
| Bandera de Bolivia                            | El Astro           | Unitel                   | 22 de julio de 2013     | 27 de septiembre de 2013 | Lunes a viernes    | 23:00 |
| Bandera de Suecia                             | The Illusionist    | Kanal Global             | 17 de febrero de 2014   | 22 de mayo de 2014       | Lunes a jueves     | 11:45 |
| Bandera de Paraguay                           | El Astro           | Paravision               | 2 de junio de 2014      | 11 de agosto de 2014     | Lunes a viernes    | 20:00 |
| Bandera de México                             | El Astro           | Azteca Trece             | 18 de agosto de 2014    | 10 de octubre de 2014    | Lunes a viernes    | 23:00 |
| Bandera de Kosovo                             | Iluzionisti        | Kohavision               | 8 de septiembre de 2014 | 14 de noviembre de 2014  | Lunes a viernes    | 15:55 |
| Bandera de Corea del Sur                      | 일루셔니스트       | TeleNovela               | 1° de octubre de 2014   | 24 de diciembre de 2014  | Miércoles y jueves | 21:00 |
| Bandera de Estados Unidos                     | El Astro           | Azteca America           | 20 de octubre de 2014   | 9 de enero de 2015       | Lu, Ma, Ju y Vi    | 22:00 |
| Bandera de Canadá                             | The Illusionist    | OMNI                     | 16 de marzo de 2015     | 22 de mayo de 2015       | Lunes a viernes    | 18:00 |
| Bandera de la República Popular China         | O Astro            | Canal Macau              | 5 de junio de 2015      | 13 de agosto de 2015     | Lunes a viernes    | 22:10 |
| Bandera de Armenia                            | Մոգը               | Armenia 1                | 15 de octubre de 2015   | 23 de diciembre de 2015  | Lunes a viernes    | 18:30 |
| Bandera de Serbia                             | Опсенар            | TV MAG                   | 24 de febrero de 2016   | 6 de mayo de 2016        | Lunes a viernes    | 18:00 |
| Bandera de Corea del Sur                      | 일루셔니스트       | TeleNovela               | 5 de abril de 2016      | 21 de septiembre de 2016 | Martes y miércoles | 02:00 |
| Bandera de Corea del Sur                      | 일루셔니스트       | TeleNovela               | 2 de enero de 2017      | 16 de mayo de 2017       | Lunes y martes     | 10:00 |
| Bandera de la República Dominicana            | El Astro           | Tele Antillas            | 4 de abril de 2017      | 23 de junio de 2017      | Lunes a viernes    | 21:00 |
| Bandera de la Unión de Naciones Suramericanas | El Astro           | Atreseries Internacional | 29 de julio de 2019     | 4 de octubre de 2019     | Lunes a viernes    | 22:00 |